# 랜섬디펜더
랜섬디펜더(RansomDefender)는 클로닉스(CLONIX)에서 제공하는 안티 랜섬웨어 프로그램이다. 자체 개발한 랜섬웨어 행위 분석 탐지 기술과 비트디펜더 백신 DB를 이용한 시그니처 기반 악성코드 탐지로 랜섬웨어를 탐지하고 차단한다. 기존 사용하는 다른 안티 바이러스 제품 및 보안 제품과 함께 사용시 충돌없이 안정적인 시스템 운영이 가능하다. 또한 랜섬웨어 행위 탐지시 원본 파일을 자동으로 백업하고 랜섬웨어 프로세스 차단 후 훼손된 파일은 자동으로 복원한다.

## 주요 기능

### 실시간 랜섬웨어 탐지
랜섬웨가 사용하는 행위 패턴 분석을 통한 실시간 행위 탐지로 알려지지 않은 최신 랜섬웨어 및 변종 랜섬웨어에 대해서도 탐지하고 차단한다.

### 랜섬웨어 사전 방어
악성코드 검사 - 유인 파일 진단 - 행위 기반 탐지 - 폴더 보호 <4단계 다중방어>로 랜섬웨어 위협을 단계별로 감지하여 랜섬웨어 공격을 사전에 탐지하고 방어한다.

### 자동 백업 / 복원
랜섬웨어 행위 탐지 시 자동으로 원본 파일을 백업하여 데이터를 보호하며 파일 훼손 시 백업된 파일을 이용하여 자동으로 파일을 복원한다.  랜섬웨어가 발견되더라도 이미 원본 파일이 백업되어 있어 안심할 수 있다.

### 폴더 보호
사용자가 지정한 폴더의 중요 자료들을 랜섬웨어로부터 생성/수정/삭제되지 않도록 이중으로 보호한다.

### 자가 보호
랜섬디펜더(RansomDefender) 프로그램 자체 보호로 프로세스 종료 및 프로그램 파일 훼손을 방지한다.  또한 자동 백업된 백업파일에 대한 변경 및 삭제를 원천 차단하여 백업 데이터를 보호할 수 있다.

### 로그 정보
시스템 검사 결과, 행위탐지 로그, 백신탐지 로그, 검역소 의 세부적인 로그를 제공한다.